# Ruellia euantha
Ruellia euantha är en akantusväxtart som beskrevs av Gustav Lindau. Ruellia euantha ingår i släktet Ruellia och familjen akantusväxter. Inga underarter finns listade i Catalogue of Life.